# Polska Liga Koszykówki (2014/2015)
Polska Liga Koszykówki 2014/2015 lub Tauron Basket Liga 2014/2015 – 81. edycja najwyższej klasy rozgrywkowej w męskiej koszykówce w Polsce.
Obrońcą tytułu mistrza Polski był Turów Zgorzelec, który zwyciężył w rozgrywkach Polskiej Ligi Koszykówki w sezonie 2013/2014, a w rozgrywkach uczestniczyło w sumie 16 zespołów.

## Zmiany w rozgrywkach
Sezon 2014/2015 w Polskiej Lidze Koszykówki jest pierwszym po zakończeniu trzyletniego okresu, na który przed sezonem 2011/2012 powołano tzw. „ligę kontraktową”. W związku z tym 25 i 26 marca 2014 roku w Józefowie odbyło się spotkanie Zarządu Polskiej Ligi Koszykówki SA z przedstawicielami klubów występującymi w Polskiej Lidze Koszykówki w sezonie 2011/2012. Ustalono podczas niego szereg zmian, mających obowiązywać przez okres kolejnych 3 sezonów (począwszy od sezonu 2014/2015), na które przedłużona zostanie „liga kontraktowa”.

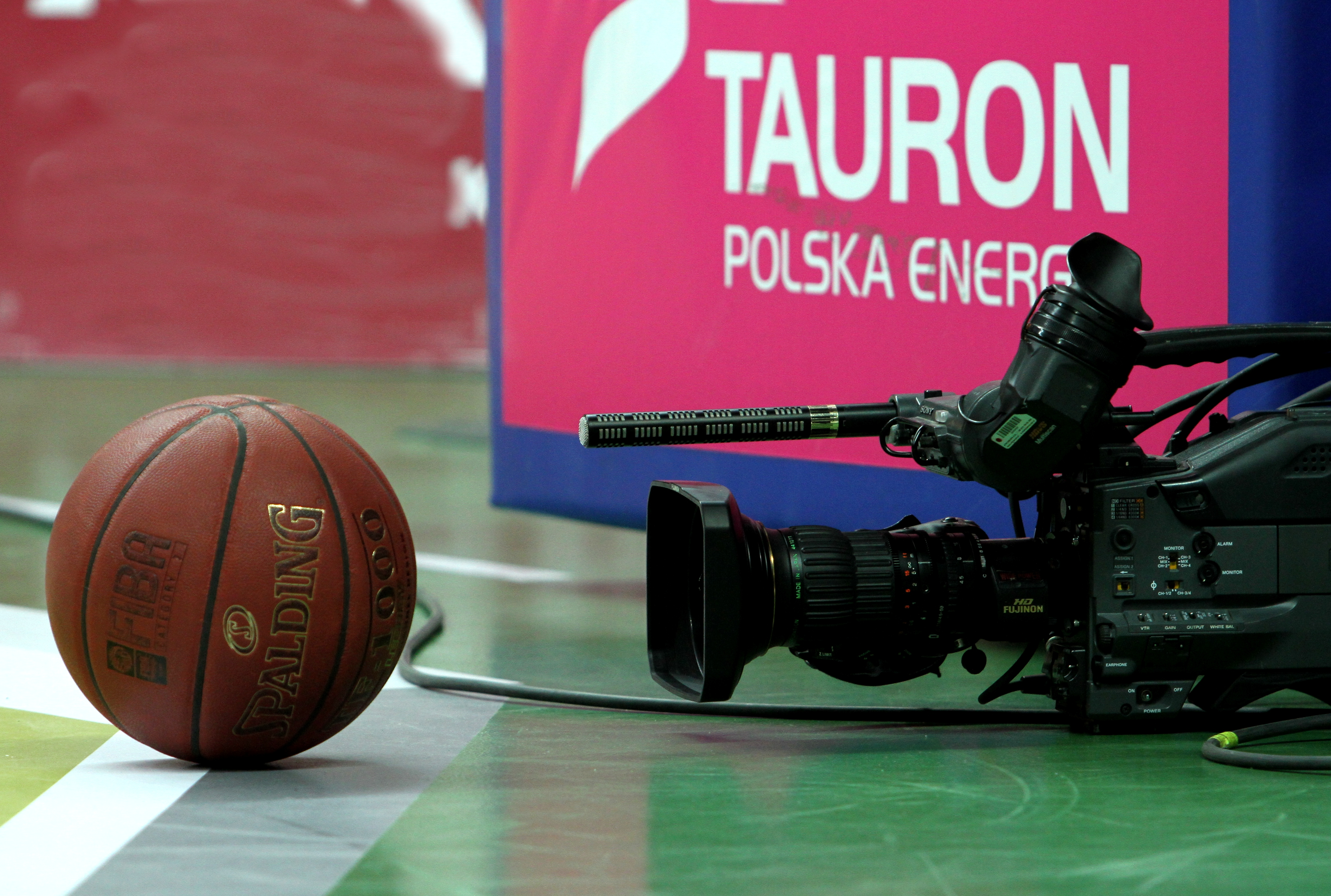
Jedna ze zmian w rozgrywkach przed sezonem 2014/2015 dotyczyła hal, z których przeprowadzane będą transmisje telewizyjne

Nad podstawie ustaleń z tego spotkania wprowadzono następujące zmiany:
- rezygnacja z „wpisowego” do ligi,
- zastąpienie dotychczasowych zniżek do kwoty „wpisowego” do ligi[a] nagrodami finansowymi,
- każdy zespół (także grające w europejskich pucharach) będzie musiał posiadać w składzie meczowym co najmniej 6 Polaków[b],
- wprowadzenie nagród finansowych za zdobycie medalu,
- wprowadzenie dodatkowej opłaty licencyjnej za zatrudnienie zagranicznego trenera,
- zaprzestanie traktowania Zjednoczonej Ligi VTB jako rozgrywek pucharów europejskich – jako takie traktowane będą wyłącznie rozgrywki Euroligi, Eurocupu i EuroChallenge,
- transmisje telewizyjne będą przeprowadzane wyłącznie z hal sportowych, które dysponować będą odpowiednim oświetleniem i nie będą posiadać na boisku linii do innych sportów[3][2]
- zniesienie opłaty za komisarzy i sędziów[4].

W marcu 2014 roku podpisano także nową umowę sponsorską z Tauron Polską Energią, na mocy której firma ta przekaże w sezonie 2014/15 na rzecz polskiej koszykówki 5 milionów złotych.

## Zespoły

### Prawo gry
Spośród zespołów występujących w Polskiej Lidze Koszykówki w sezonie 2013/2014 prawo gry w lidze w sezonie 2014/2015 zgodnie z regulaminem rozgrywek straciła Kotwica Kołobrzeg, która 2 sezony z rzędu zajęła jedno z dwóch ostatnich miejsc w lidze. Klub ten rozważał jednak możliwość wykupienia dzikiej karty, dzięki której mógłby nadal występować w Polskiej Lidze Koszykówki. Ostatecznie działacze kołobrzeskiej drużyny zrezygnowali z tej możliwości i początkowo zgłosili ją do udziału w rozgrywkach I ligi w sezonie 2014/2015, a następnie, ze względu na brak wsparcia ze strony miasta, wycofali klub także z tych rozgrywek i ogłosili jego upadłość.
Pozostałe zespoły, jakie występowały w Polskiej Lidze Koszykówki w sezonie 2013/2014 i zachowały prawo do gry w tych rozgrywkach w sezonie 2014/2015 to:
- Anwil Włocławek,
- Asseco Gdynia,
- AZS Koszalin,
- Energa Czarni Słupsk,
- Jezioro Tarnobrzeg,
- PGE Turów Zgorzelec,
- Polpharma Starogard Gdański,
- Rosa Radom,
- Stelmet Zielona Góra,
- Śląsk Wrocław,
- Trefl Sopot[9].

Ponadto prawo gry w Polskiej Lidze Koszykówki w sezonie 2014/2015 uzyskał zwycięzca rozgrywek I ligi w sezonie 2013/2014:
- KKS Pro-Basket Polfarmex Kutno[10].

Zaproszenia do gry w Polskiej Lidze Koszykówki w sezonie 2014/2015 otrzymały:
- MKS Dąbrowa Górnicza[11],
- Polski Cukier SIDEn Toruń,
- Start Lublin,
- Wilki Morskie Szczecin[10].

Do Polskiej Ligi Koszykówki został również zaproszony klub KKK MOSiR Krosno, jednak z niego nie skorzystał, chcąc uzyskać awans do najwyższej klasy rozgrywkowej w sposób sportowy.
Do zakupu dzikiej karty uprawniającej do gry w Polskiej Lidze Koszykówki w sezonie 2014/2015 zostały zaproszone także:
- Basket Zagłębie Sosnowiec,
- Polonia Warszawa[13].

Ostatecznie Polonia Warszawa nie zdołała zebrać wymaganego budżetu i zrezygnowała z ubiegania się o prawo gry w Polskiej Lidze Koszykówki w sezonie 2014/2015, zgłaszając się ponownie do rozgrywek II ligi. Również Basket Zagłębie Sosnowiec, z powodu braku wsparcia ze strony miasta Sosnowiec, ostatecznie zrezygnował z zakupu dzikiej karty i zgłosił się do udziału w rozgrywkach I ligi w sezonie 2014/2015.

### Hale
| Drużyna                     | Nazwa hali                             | Adres hali                                                   |
| --------------------------- | -------------------------------------- | ------------------------------------------------------------ |
| PGE Turów Zgorzelec         | PGE Turów Arena                        | ul. Lubańska 9A, 59-900 Zgorzelec                            |
| Stelmet Zielona Góra        | Hala MOSiR                             | ul. Sulechowska 41, 65-119 Zielona Góra                      |
| Polski Cukier Toruń         | Hala Sportowo-Widowiskowa              | ul. gen. J. Bema 73/89, 87-100 Toruń                         |
| AZS Koszalin                | HWS Koszalin                           | ul. Śniadeckich 4, 75-453 Koszalin                           |
| Śląsk Wrocław               | Hala Orbita                            | ul. Wejherowska 34, 50-201 Wrocław                           |
| Rosa Radom                  | Hala MOSiR                             | ul. G. Narutowicza 9, 26-600 Radom                           |
| Trefl Sopot                 | Ergo Arena                             | ul. Plac Dwóch Miast 1, 81-810 Sopot                         |
| Energa Czarni Słupsk        | Hala Gryfia                            | ul. Szczecińska 99, 76-200 Słupsk                            |
| Asseco Gdynia               | Arena "Gdynia"                         | ul. K. Górskiego 8, 81-302 Gdynia                            |
| Polpharma Starogard Gdański | Hala im. Andrzeja Grubby               | ul. Olimpijczyków Starogardzkich 1, 83-200 Starogard Gdański |
| Polfarmex Kutno             | Hala SP nr 9 w Kutnie                  | ul. Jagiełły 6, 99-300 Kutno                                 |
| Wilki Morskie Szczecin      | Arena Szczecin                         | ul. Władysława Szafera 5, 71-245 Szczecin                    |
| Wikana Start Lublin         | Hala Sportowo-Widowiskowa "Globus"     | ul. Kazimierza Wielkiego 8, 20-611 Lublin                    |
| Anwil Włocławek             | Hala Mistrzów                          | ul. F. Chopina 8, 87-800 Włocławek                           |
| MKS Dąbrowa Górnicza        | Hala Widowiskowo-Sportowa Centrum      | Al. Róż 3, 41-300 Dąbrowa Górnicza                           |
| Jezioro Tarnobrzeg          | Hala MOSiR "Wisła" im. Alfreda Freyera | Al. Niepodległości 2, 39-400 Tarnobrzeg                      |

### Proces licencyjny

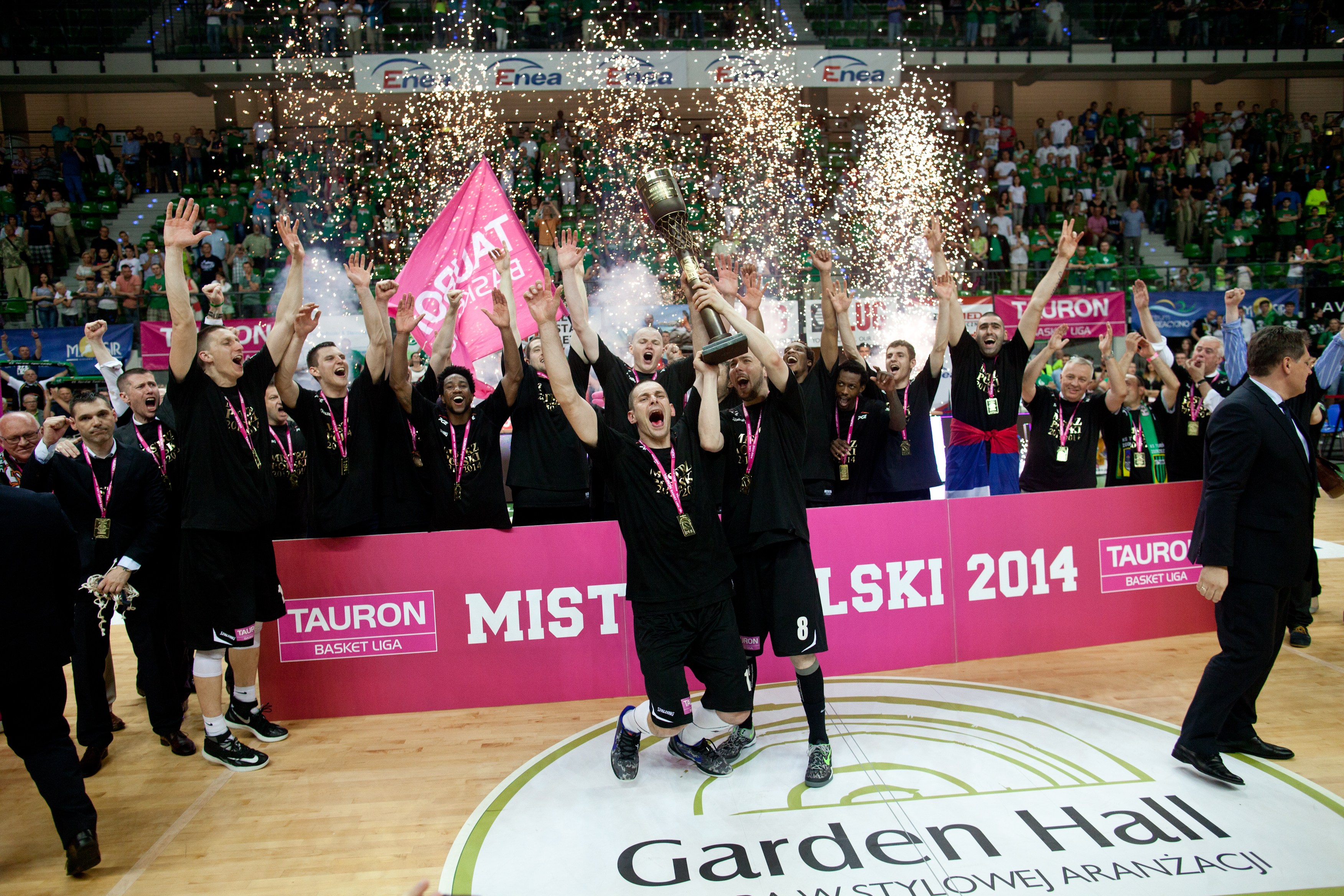
Turów Zgorzelec, mistrz Polski z sezonu 2013/2014, licencję na grę w rozgrywkach Polskiej Ligi Koszykówki w sezonie 2014/2015 otrzymał po odwołaniu od decyzji Zarządu PLK

Kluby zainteresowane grą w Polskiej Lidze Koszykówki miały czas na zgłoszenie wniosku o grę w tych rozgrywkach do 1 lipca 2014 roku. Każdy z nich musiał przedstawić gwarancje budżetowe na sezon 2014/2015 na poziomie co najmniej 2 milionów złotych, wykazać brak jakichkolwiek zaległości finansowych oraz dysponować spełniającą wymagania regulaminowe halą. Właściwy proces licencyjny rozpoczął się 15 lipca 2014 roku.
Do procedury tej przystąpiło 16 drużyn: 11 występujących w Polskiej Lidze Koszykówki w sezonie 2013/2014 (Anwil, Asseco, AZS, Czarni, Jezioro, Turów, Polpharma, Rosa, Stelmet, Ślask i Trefl), mistrz I ligi w sezonie 2013/2014 (Polfarmex) oraz 4 zespoły, które otrzymały zaproszenia ze strony PLK (MKS, Polski Cukier, Start i Wilki Morskie). 17 lipca Komisja Weryfikacyjna Polskiej Ligi Koszykówki poprosiła część klubów o uzupełnienie braków w dokumentacji, na które miały one czas do 24 lipca. Zarząd PLK miał czas najpóźniej do 25 lipca, żeby podjąć decyzje w sprawie przyznania im licencji na grę w Polskiej Lidze Koszykówki w sezonie 2014/2015.
28 lipca PLK ogłosiła, iż licencje na grę w tych rozgrywkach w sezonie 2014/2015 otrzymało 13 klubów: Anwil Włocławek, Asseco Gdynia, AZS Koszalin, Energa Czarni Słupsk, Jezioro Tarnobrzeg, King Wilki Morskie Szczecin, MKS Dąbrowa Górnicza, Polski Cukier Toruń, Rosa Radom, Stelmet Zielona Góra, Trefl Sopot, Wikana Start Lublin oraz WKS Śląsk Wrocław. Pozostałe 3 zespoły: PGE Turów Zgorzelec, Polpharma Starogard Gdański oraz Polfarmex Kutno nie otrzymały licencji w pierwszym terminie, zachowały jednak prawo odwołania od decyzji Zarządu PLK do Komisji Odwoławczej Polskiego Związku Koszykówki w ciągu 7 dni od ogłoszenia pierwotnej decyzji. Po odwołaniu wszystkie te kluby uzyskały licencje na grę w Polskiej Lidze Koszykówki w sezonie 2014/2015 – Turów i Polfarmex otrzymały je 1 sierpnia, a Polpharma 4 sierpnia.

## System rozgrywek

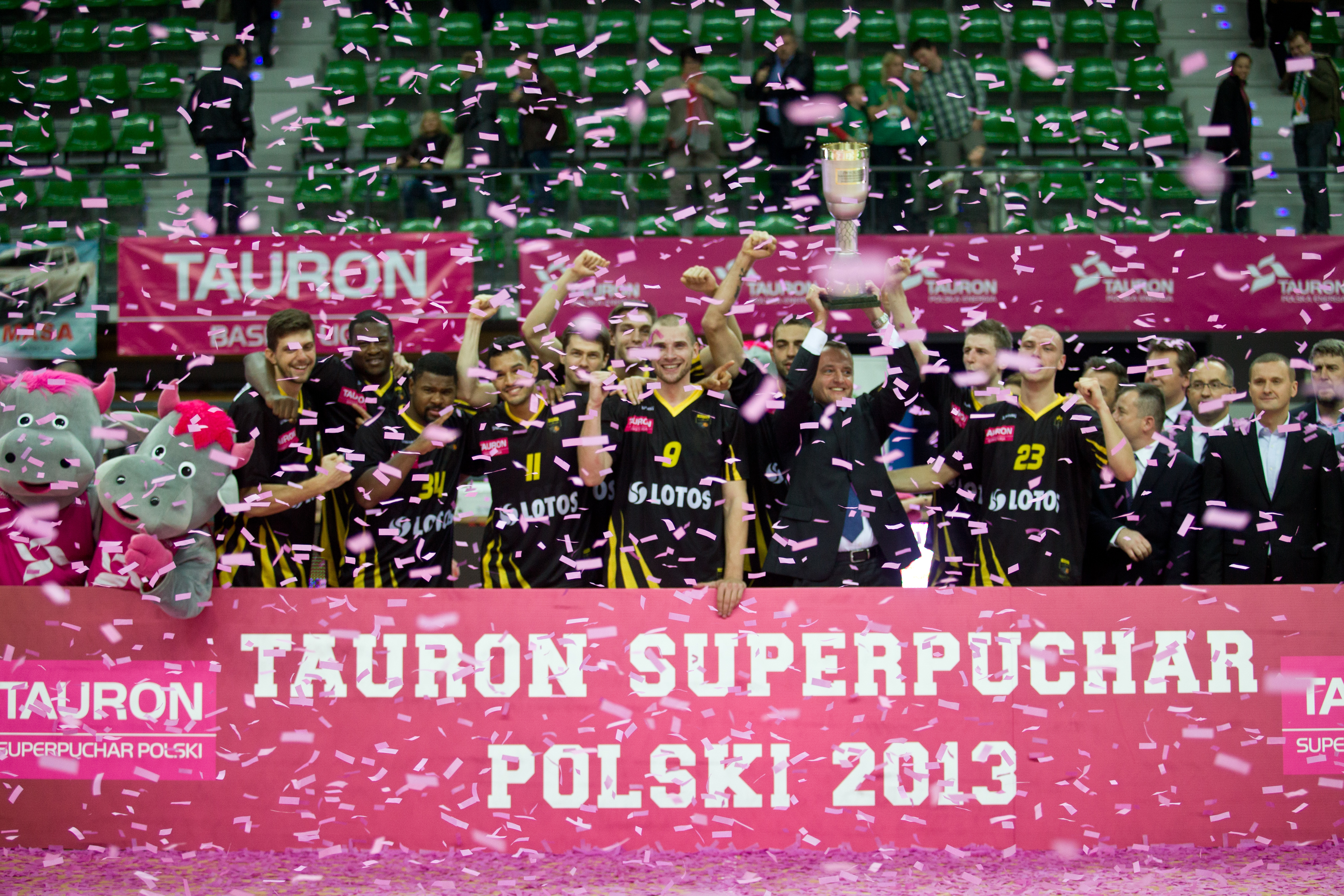
Sezon koszykarski 2014/2015 w Polsce został zainaugurowany meczem o Superpuchar kraju, rok wcześniej trofeum to zdobył Trefl Sopot

Sezon 2014/2015 w polskiej koszykówce klubowej mężczyzn został zainaugurowany meczem o Superpuchar Polski, który rozegrano 1 października 2014 roku. Rozgrywki Polskiej Ligi Koszykówki rozpoczęły się 3 października, kiedy to rozegrana zostanie jej pierwsza kolejka. Ponadto PLK SA nie planuje organizować w sezonie 2014/2015 Meczu Gwiazd Polskiej Ligi Koszykówki
W sezonie 2014/2015 zmieniony został system rozgrywek Polskiej Ligi Koszykówki – zrezygnowano z rozgrywania tzw. „fazy szóstek”, a sezon składał się będzie z dwóch faz: sezonu zasadniczego oraz fazy play-off.
W sezonie zasadniczym wszystkie zespoły będą ze sobą rywalizować w systemie „każdy z każdym”, w którym każdy z klubów rozegra z każdym z pozostałych po 2 mecze ligowe. Po zakończeniu tej części rozgrywek 8 najwyżej sklasyfikowanych klubów przystąpi do fazy play-off. W ćwierćfinałach zmierzą się ze sobą drużyny, które w sezonie zasadniczym zajmą miejsca 1. i 8. (1. para), 2. i 7. (2. para), 3. i 6. (3. para) oraz 4. i 5. (4. para). Awans do półfinałów wywalczy w każdej z par zwycięzca 3 meczów, z kolei przegrani odpadną z dalszej rywalizacji i zostaną sklasyfikowani na miejscach 5–8 na podstawie miejsca zajętego w sezonie zasadniczym. W półfinałach rywalizować ze sobą zwycięzcy 1. i 4. pary ćwierćfinałowej oraz pary 2. i 3. Podobnie jak w ćwierćfinałach, również w półfinałach zwycięży klub, który wygra 3 spotkania. Drużyny, które tego dokonają zmierzą się ze sobą w finale, który toczyć się będzie do wygrania przez któregoś z jego uczestników 4 meczów, a przegrani par półfinałowych zagrają ze sobą w meczu o trzecie miejsce, który rozegrany będzie do 2 zwycięstw.

## Rozgrywki

### Runda zasadnicza
awans do 2. etapu (rywalizacja o miejsca 1-8)
| Lp. | Drużyna                     | M  | Mecze | Mecze | Punkty | Punkty | Punkty | Punkty   | Pkt |
| Lp. | Drużyna                     | M  | W     | P     | +      | -      | +/-    | Stosunek | Pkt |
| --- | --------------------------- | -- | ----- | ----- | ------ | ------ | ------ | -------- | --- |
| 1.  | PGE Turów Zgorzelec         | 30 | 23    | 7     | 2759   | 2461   | +298   | 1,1211   | 53  |
| 2.  | Stelmet Zielona Góra        | 30 | 23    | 7     | 2349   | 2122   | +227   | 1,1070   | 53  |
| 3.  | AZS Koszalin                | 30 | 22    | 8     | 2526   | 2256   | +270   | 1,1197   | 52  |
| 4.  | Energa Czarni Słupsk        | 30 | 21    | 9     | 2354   | 2228   | +126   | 1,0566   | 51  |
| 5.  | Śląsk Wrocław               | 30 | 21    | 9     | 2458   | 2288   | +170   | 1,0743   | 51  |
| 6.  | Rosa Radom                  | 30 | 21    | 9     | 2386   | 2134   | +252   | 1,1181   | 51  |
| 7.  | Asseco Gdynia               | 30 | 16    | 14    | 2295   | 2282   | +13    | 1,0057   | 46  |
| 8.  | Trefl Sopot                 | 30 | 14    | 16    | 2455   | 2435   | +20    | 1,0082   | 44  |
| 9.  | Polski Cukier Toruń         | 30 | 14    | 16    | 2428   | 2317   | +111   | 1,0479   | 44  |
| 10. | Polfarmex Kutno             | 30 | 13    | 17    | 2287   | 2364   | -77    | 0,9674   | 43  |
| 11. | MKS Dąbrowa Górnicza        | 30 | 10    | 20    | 2486   | 2585   | -129   | 0,9501   | 40  |
| 12. | Anwil Włocławek             | 30 | 10    | 20    | 2253   | 2440   | -187   | 0,9234   | 40  |
| 13. | Wilki Morskie Szczecin      | 30 | 9     | 21    | 2389   | 2588   | -199   | 0,9231   | 39  |
| 14. | Wikana Start Lublin         | 30 | 9     | 21    | 2300   | 2536   | -236   | 0,9069   | 39  |
| 15. | Polpharma Starogard Gdański | 30 | 7     | 23    | 2441   | 2767   | -326   | 0,8822   | 37  |
| 16. | Jezioro Tarnobrzeg          | 30 | 7     | 23    | 2394   | 2727   | -333   | 0,8779   | 37  |

| Gospodarz/Gość              | ZGO     | ZGR    | TOR    | KOS    | WRO    | RAD   | SOP     | SLU    | GDY     | STG     | KUT    | SZC     | LUB    | WLO    | DGR     | TAR    |
| --------------------------- | ------- | ------ | ------ | ------ | ------ | ----- | ------- | ------ | ------- | ------- | ------ | ------- | ------ | ------ | ------- | ------ |
| PGE Turów Zgorzelec         |         | 92:79  | 86:90  | 103:68 | 92:76  | 78:59 | 103:104 | 87:80  | 101:85  | 88:67   | 91:89  | 118:102 | 98:82  | 97:89  | 90:81   | 117:83 |
| Stelmet Zielona Góra        | 78:70   |        | 85:84  | 91:79  | 80:70  | 73:59 | 70:62   | 79:70  | 85:66   | 93:56   | 69:61  | 71:68   | 84:76  | 87:58  | 91:77   | 71:65  |
| Polski Cukier Toruń         | 70:80   | 62:71  |        | 89:96  | 66:63  | 74:61 | 93:85   | 63:79  | 71:75   | 107:65  | 105:84 | 87:90   | 84:62  | 85:74  | 86:71   | 78:61  |
| AZS Koszalin                | 78:89   | 89:74  | 73:62  |        | 69:64  | 72:61 | 88:60   | 87:69  | 76:68   | 86:70   | 95:63  | 82:90   | 80:66  | 98:73  | 89:64   | 102:75 |
| Śląsk Wrocław               | 101:99  | 69:68  | 84:80  | 73:66  |        | 81:70 | 95:81   | 69:74  | 80:65   | 91:78   | 78:68  | 82:73   | 100:75 | 91:72  | 96:92   | 97:73  |
| Rosa Radom                  | 66:74   | 90:73  | 76:73  | 81:85  | 84:65  |       | 73:62   | 78:87  | 80:72   | 102:60  | 86:59  | 122:78  | 75:50  | 77:71  | 96:78   | 71:64  |
| Trefl Sopot                 | 66:74   | 81:77  | 97:82  | 61:90  | 93:95  | 76:80 |         | 68:85  | 65:77   | 119:115 | 90:83  | 79:84   | 111:94 | 72:60  | 84:87   | 79:81  |
| Energa Czarni Słupsk        | 67:85   | 72:70  | 77:76  | 84:76  | 63:67  | 74:71 | 65:70   |        | 90:83   | 90:85   | 76:59  | 82:50   | 71:68  | 85:71  | 80:71   | 73:70  |
| Asseco Gdynia               | 86:78   | 72:68  | 65:57  | 72:64  | 67:60  | 65:77 | 89:81   | 84:79  |         | 81:73   | 73:82  | 88:79   | 89:74  | 100:65 | 74:71   | 81:93  |
| Polpharma Starogard Gdański | 110:126 | 75:103 | 84:73  | 72:90  | 87:100 | 72:91 | 86:91   | 77:95  | 85:79   |         | 92:83  | 95:86   | 84:91  | 65:88  | 77:81   | 89:79  |
| Polfarmex Kutno             | 70:83   | 66:68  | 70:80  | 76:70  | 71:76  | 77:87 | 76:71   | 66:69  | 68:86   | 86:80   | 80:62  |         | 70:65  | 78:71  | 80:86   | 77:62  |
| Wilki Morskie Szczecin      | 88:94   | 69:75  | 73:86  | 88:72  | 68:86  | 75:94 | 96:93   | 94:101 | 69:67   | 100:82  | 68:92  |         | 82:86  | 77:78  | 80:86   | 92:73  |
| Wikana Start Lublin         | 68:75   | 73:86  | 75:62  | 70:87  | 70:91  | 67:81 | 77:87   | 82:73  | 72:64   | 81:97   | 80:91  | 76:87   |        | 77:91  | 80:74   | 79:65  |
| Anwil Włocławek             | 86:81   | 74:77  | 78:76  | 63:84  | 82:89  | 71:82 | 56:87   | 76:70  | 58:67   | 95:93   | 87:66  | 71:74   | 85:89  |        | 77:90   | 82:78  |
| MKS Dąbrowa Górnicza        | 86:92   | 63:76  | 80:92  | 94:99  | 87:78  | 57:72 | 67:83   | 74:79  | 75:72   | 94:93   | 88:99  | 85:94   | 104:95 | 74:85  |         | 95:96  |
| Jezioro Tarnobrzeg          | 83:119  | 87:90  | 81:123 | 69:85  | 56:95  | 57:72 | 72:83   | 78:87  | 108:105 | 85:86   | 95:85  | 90:93   | 105:91 | 83:75  | 101:109 |        |

Aktualizacja na zakończenie fazy zasadniczej. Źródło: Terminarz i wyniki. plk.pl. [dostęp 2014-10-12].

### Runda play-off
|  |             |                      |             |                      |   |          |                     |          |  |  |       |       |       |
|  | Ćwierćfinał | Ćwierćfinał          | Ćwierćfinał |                      |   | Półfinał | Półfinał            | Półfinał |  |  | Finał | Finał | Finał |
|  | Ćwierćfinał | Ćwierćfinał          | Ćwierćfinał |                      |   | Półfinał | Półfinał            | Półfinał |  |  | Finał | Finał | Finał |
|  |             |                      |             |                      |   |          |                     |          |  |  |       |       |       |
|  |             |                      |             |                      |   |          |                     |          |  |  |       |       |       |
|  | 1           | PGE Turów Zgorzelec  | 3           |                      |   |          |                     |          |  |  |       |       |       |
|  | 1           | PGE Turów Zgorzelec  | 3           |                      |   |          |                     |          |  |  |       |       |       |
|  | 8           | Trefl Sopot          | 0           |                      |   |          |                     |          |  |  |       |       |       |
|  | 8           | Trefl Sopot          | 0           |                      |   | 1        | PGE Turów Zgorzelec | 3        |  |  |       |       |       |
|  |             |                      |             |                      |   | 1        | PGE Turów Zgorzelec | 3        |  |  |       |       |       |
|  |             |                      | 4           | Energa Czarni Słupsk | 1 |          |                     |          |  |  |       |       |       |
|  | 5           | Śląsk Wrocław        | 4           | Energa Czarni Słupsk | 1 | 0        |                     |          |  |  |       |       |       |
|  | 5           | Śląsk Wrocław        |             |                      |   |          |                     |          |  |  |       |       |       |
|  | 4           | Energa Czarni Słupsk | 3           |                      |   |          |                     |          |  |  |       |       |       |
|  | 4           | Energa Czarni Słupsk | 3           |                      |   | 1        | PGE Turów Zgorzelec | 2        |  |  |       |       |       |
|  |             |                      |             |                      |   |          |                     |          |  |  |       |       |       |
|  |             |                      | 2           | Stelmet Zielona Góra | 4 |          |                     |          |  |  |       |       |       |
|  | 3           | AZS Koszalin         | 2           | Stelmet Zielona Góra | 4 | 0        |                     |          |  |  |       |       |       |
|  | 3           | AZS Koszalin         |             |                      |   |          |                     |          |  |  |       |       |       |
|  | 6           | Rosa Radom           | 3           |                      |   |          |                     |          |  |  |       |       |       |
|  | 6           | Rosa Radom           | 3           |                      |   | 6        | Rosa Radom          | 0        |  |  |       |       |       |
|  |             |                      |             |                      |   | 6        | Rosa Radom          | 0        |  |  |       |       |       |
|  |             |                      | 2           | Stelmet Zielona Góra | 3 |          |                     |          |  |  |       |       |       |
|  | 7           | Asseco Gdynia        | 2           | Stelmet Zielona Góra | 3 | 1        |                     |          |  |  |       |       |       |
|  | 7           | Asseco Gdynia        |             |                      |   |          |                     |          |  |  |       |       |       |
|  | 2           | Stelmet Zielona Góra | 3           |                      |   |          |                     |          |  |  |       |       |       |
|  | 2           | Stelmet Zielona Góra | 3           |                      |   |          |                     |          |  |  |       |       |       |

O 3. miejsce
|  |              |                      |   |
|  | O 3. miejsce |                      |   |
|  |              |                      |   |
|  |              |                      |   |
|  |              |                      |   |
|  | 4            | Energa Czarni Słupsk | 2 |
|  | 4            | Energa Czarni Słupsk | 2 |
|  | 6            | Rosa Radom           | 1 |
|  | 6            | Rosa Radom           | 1 |
|  |              |                      |   |

#### Ćwierćfinały
| 30 kwietnia 2015 18:30 | Raport | PGE Turów Zgorzelec 101 – 75 Trefl Sopot                         | PGE Turów Zgorzelec 101 – 75 Trefl Sopot | PGE Turów Zgorzelec 101 – 75 Trefl Sopot                         |  | Zgorzelec Sędziowie: Tomasz Trawicki, Marek Maliszewski, Mariusz Nawrocki |
| 30 kwietnia 2015 18:30 | Raport | Rezultaty w kwartach: 28-15, 29-25, 27-26, 17-12                 |                                          |                                                                  |  | Zgorzelec Sędziowie: Tomasz Trawicki, Marek Maliszewski, Mariusz Nawrocki |
| 30 kwietnia 2015 18:30 | Raport | Pkt: Chyliński 20 Zb: Jaramaz 7 As: Dylewicz, Jaramaz po 5 każdy |                                          | Pkt: Michalak 15 Zb: Leończyk 7 As: trzech zawodników po 3 każdy |  | Zgorzelec Sędziowie: Tomasz Trawicki, Marek Maliszewski, Mariusz Nawrocki |

| 2 maja 2015 18:00 | Raport | PGE Turów Zgorzelec 87 – 65 Trefl Sopot          | PGE Turów Zgorzelec 87 – 65 Trefl Sopot | PGE Turów Zgorzelec 87 – 65 Trefl Sopot            |  | Zgorzelec Sędziowie: Grzegorz Ziemblicki, Dariusz Szczerba, Dariusz Włodkowski |
| 2 maja 2015 18:00 | Raport | Rezultaty w kwartach: 26-17, 16-11, 21-14, 24-23 |                                         |                                                    |  | Zgorzelec Sędziowie: Grzegorz Ziemblicki, Dariusz Szczerba, Dariusz Włodkowski |
| 2 maja 2015 18:00 | Raport | Pkt: Collins 16 Zb: Natiażko 7 As: Chyliński 6   |                                         | Pkt: Bendžius 15 Zb: Leończyk 9 As: Vasiliauskas 6 |  | Zgorzelec Sędziowie: Grzegorz Ziemblicki, Dariusz Szczerba, Dariusz Włodkowski |

| 5 maja 2015 19:15 | Raport | Trefl Sopot 73 – 98 PGE Turów Zgorzelec                       | Trefl Sopot 73 – 98 PGE Turów Zgorzelec | Trefl Sopot 73 – 98 PGE Turów Zgorzelec                        |  | Sopot Sędziowie: Jakub Zamojski, Paweł Białas, Tomasz Tomaszewski |
| 5 maja 2015 19:15 | Raport | Rezultaty w kwartach: 25-25, 22-25, 9-24, 17-24               |                                         |                                                                |  | Sopot Sędziowie: Jakub Zamojski, Paweł Białas, Tomasz Tomaszewski |
| 5 maja 2015 19:15 | Raport | Pkt: Bendžius, Leończyk po 17 każdy Zb: Leończyk 6 As: Kemp 4 |                                         | Pkt: Collins 20 Zb: Collins 5 As: Collins, Dylewicz po 4 każdy |  | Sopot Sędziowie: Jakub Zamojski, Paweł Białas, Tomasz Tomaszewski |
| 5 maja 2015 19:15 | Raport | PGE Turów Zgorzelec wygrał serię 3-0                          |                                         |                                                                |  | Sopot Sędziowie: Jakub Zamojski, Paweł Białas, Tomasz Tomaszewski |

| 30 kwietnia 2015 19:00 | Raport | Energa Czarni Słupsk 77 – 74 Śląsk Wrocław                               | Energa Czarni Słupsk 77 – 74 Śląsk Wrocław | Energa Czarni Słupsk 77 – 74 Śląsk Wrocław                                                 | OT | Słupsk Sędziowie: Piotr Pastusiak, Wojciech Liszka, Jakub Pietrzak |
| 30 kwietnia 2015 19:00 | Raport | Rezultaty w kwartach: 15-18, 18-22, 24-11, 12-18 OT: 8-5                 |                                            |                                                                                            | OT | Słupsk Sędziowie: Piotr Pastusiak, Wojciech Liszka, Jakub Pietrzak |
| 30 kwietnia 2015 19:00 | Raport | Pkt: Blassingame 16 Zb: Gruszecki, Eziukwu po 11 każdy As: Blassingame 7 |                                            | Pkt: Mladenović, Wiśniewski po 15 każdy Zb: Trice 8 As: Radivojević, Wiśniewski po 5 każdy | OT | Słupsk Sędziowie: Piotr Pastusiak, Wojciech Liszka, Jakub Pietrzak |

| 2 maja 2015 19:00 | Raport | Energa Czarni Słupsk 91 – 84 Śląsk Wrocław                           | Energa Czarni Słupsk 91 – 84 Śląsk Wrocław | Energa Czarni Słupsk 91 – 84 Śląsk Wrocław                         | OT | Słupsk Sędziowie: Janusz Calik, Michał Proc, Marcin Bieńkowski |
| 2 maja 2015 19:00 | Raport | Rezultaty w kwartach: 14-15, 32-23, 9-23, 23-17 OT: 13-6             |                                            |                                                                    | OT | Słupsk Sędziowie: Janusz Calik, Michał Proc, Marcin Bieńkowski |
| 2 maja 2015 19:00 | Raport | Pkt: Blassingame 36 Zb: Eziukwu, Mokros po 9 każdy As: Blassingame 6 |                                            | Pkt: Dłoniak 17 Zb: trzech zawodników po 6 każdy As: Radivojević 7 | OT | Słupsk Sędziowie: Janusz Calik, Michał Proc, Marcin Bieńkowski |

| 5 maja 2015 18:30 | Raport | Śląsk Wrocław 70 – 85 Energa Czarni Słupsk                       | Śląsk Wrocław 70 – 85 Energa Czarni Słupsk | Śląsk Wrocław 70 – 85 Energa Czarni Słupsk          |  | Wrocław Sędziowie: Marek Maliszewski, Dariusz Zapolski, Marcin Koralewski |
| 5 maja 2015 18:30 | Raport | Rezultaty w kwartach: 18-15, 17-26, 28-21, 7-23                  |                                            |                                                     |  | Wrocław Sędziowie: Marek Maliszewski, Dariusz Zapolski, Marcin Koralewski |
| 5 maja 2015 18:30 | Raport | Pkt: Trice 22 Zb: Tomaszek 6 As: Dłoniak, Radivojević każdy po 3 |                                            | Pkt: Blassingame 19 Zb: Shiloh 7 As: Blassingame 11 |  | Wrocław Sędziowie: Marek Maliszewski, Dariusz Zapolski, Marcin Koralewski |
| 5 maja 2015 18:30 | Raport | Energa Czarni Słupsk wygrali serię 3-0                           |                                            |                                                     |  | Wrocław Sędziowie: Marek Maliszewski, Dariusz Zapolski, Marcin Koralewski |

| 1 maja 2015 17:00 | Raport | Stelmet Zielona Góra 79 – 72 Asseco Gdynia       | Stelmet Zielona Góra 79 – 72 Asseco Gdynia | Stelmet Zielona Góra 79 – 72 Asseco Gdynia                     |  | Zielona Góra Sędziowie: Tomasz Trawicki, Artur Fiedler, Cezary Nowicki |
| 1 maja 2015 17:00 | Raport | Rezultaty w kwartach: 25-17, 22-16, 20-17, 12-22 |                                            |                                                                |  | Zielona Góra Sędziowie: Tomasz Trawicki, Artur Fiedler, Cezary Nowicki |
| 1 maja 2015 17:00 | Raport | Pkt: Hosley 22 Zb: Hosley 10 As: Robinson 7      |                                            | Pkt: Galdikas, Matczak po 11 każdy Zb: Galdikas 7 As: Walton 6 |  | Zielona Góra Sędziowie: Tomasz Trawicki, Artur Fiedler, Cezary Nowicki |

| 3 maja 2015 17:00 | Raport | Stelmet Zielona Góra 80 – 59 Asseco Gdynia       | Stelmet Zielona Góra 80 – 59 Asseco Gdynia | Stelmet Zielona Góra 80 – 59 Asseco Gdynia |  | Zielona Góra Sędziowie: Grzegorz Ziemblicki, Robert Zieliński, Arnaud Kom Njilo |
| 3 maja 2015 17:00 | Raport | Rezultaty w kwartach: 24-18, 17-11, 20-15, 19-15 |                                            |                                            |  | Zielona Góra Sędziowie: Grzegorz Ziemblicki, Robert Zieliński, Arnaud Kom Njilo |
| 3 maja 2015 17:00 | Raport | Pkt: Robinson 19 Zb: Hrycaniuk 9 As: Hosley 5    |                                            | Pkt: Walton 13 Zb: Szczotka 7 As: Walton 6 |  | Zielona Góra Sędziowie: Grzegorz Ziemblicki, Robert Zieliński, Arnaud Kom Njilo |

| 6 maja 2015 19:15 | Raport | Asseco Gdynia 73 – 70 Stelmet Zielona Góra                | Asseco Gdynia 73 – 70 Stelmet Zielona Góra | Asseco Gdynia 73 – 70 Stelmet Zielona Góra | OT | Gdynia Sędziowie: Marek Ćmikiewicz, Mariusz Adameczek, Michał Proc |
| 6 maja 2015 19:15 | Raport | Rezultaty w kwartach: 13-16, 11-17, 14-17, 20-8 OT: 15-12 |                                            |                                            | OT | Gdynia Sędziowie: Marek Ćmikiewicz, Mariusz Adameczek, Michał Proc |
| 6 maja 2015 19:15 | Raport | Pkt: Walton 22 Zb: Frasunkiewicz 14 As: Walton 7          |                                            | Pkt: Hosley 18 Zb: Cel 11 As: Koszarek 5   | OT | Gdynia Sędziowie: Marek Ćmikiewicz, Mariusz Adameczek, Michał Proc |

| 8 maja 2015 20:00 | Raport | Asseco Gdynia 49 – 75 Stelmet Zielona Góra                  | Asseco Gdynia 49 – 75 Stelmet Zielona Góra | Asseco Gdynia 49 – 75 Stelmet Zielona Góra       |  | Gdynia Sędziowie: Piotr Pastusiak, Wojciech Liszka, Damian Ottenburger |
| 8 maja 2015 20:00 | Raport | Rezultaty w kwartach: 7-28, 11-11, 16-16, 15-20             |                                            |                                                  |  | Gdynia Sędziowie: Piotr Pastusiak, Wojciech Liszka, Damian Ottenburger |
| 8 maja 2015 20:00 | Raport | Pkt: Kowalczyk, Walton po 9 każdy Zb: Walton 7 As: Walton 5 |                                            | Pkt: Koszarek 20 Zb: Hrycaniuk 11 As: Koszarek 5 |  | Gdynia Sędziowie: Piotr Pastusiak, Wojciech Liszka, Damian Ottenburger |
| 8 maja 2015 20:00 | Raport | Stelmet Zielona Góra wygrał serię 3-1                       |                                            |                                                  |  | Gdynia Sędziowie: Piotr Pastusiak, Wojciech Liszka, Damian Ottenburger |

| 1 maja 2015 19:00 | Raport | AZS Koszalin 55 – 57 Rosa Radom                          | AZS Koszalin 55 – 57 Rosa Radom | AZS Koszalin 55 – 57 Rosa Radom         |  | Koszalin Sędziowie: Marek Ćmikiewicz, Janusz Calik, Sławomir Moszakowski |
| 1 maja 2015 19:00 | Raport | Rezultaty w kwartach: 12-20, 15-13, 12-11, 16-13         |                                 |                                         |  | Koszalin Sędziowie: Marek Ćmikiewicz, Janusz Calik, Sławomir Moszakowski |
| 1 maja 2015 19:00 | Raport | Pkt: Woods 21 Zb: Woods 11 As: Swanson, Woods po 2 każdy |                                 | Pkt: Taylor 24 Zb: Witka 8 As: Gibson 5 |  | Koszalin Sędziowie: Marek Ćmikiewicz, Janusz Calik, Sławomir Moszakowski |

| 3 maja 2015 20:00 | Raport | AZS Koszalin 62 – 79 Rosa Radom                                | AZS Koszalin 62 – 79 Rosa Radom | AZS Koszalin 62 – 79 Rosa Radom                         |  | Koszalin Sędziowie: Jakub Zamojski, Paweł Białas, Michał Chrakowiecki |
| 3 maja 2015 20:00 | Raport | Rezultaty w kwartach: 17-19, 10-15, 20-24, 15-21               |                                 |                                                         |  | Koszalin Sędziowie: Jakub Zamojski, Paweł Białas, Michał Chrakowiecki |
| 3 maja 2015 20:00 | Raport | Pkt: Szewczyk 17 Zb: Szewczyk, Woods po 8 każdy As: Szubarga 4 |                                 | Pkt: Gibson 23 Zb: Adams 9 As: Adams, Gibson po 4 każdy |  | Koszalin Sędziowie: Jakub Zamojski, Paweł Białas, Michał Chrakowiecki |

| 6 maja 2015 18:30 | Raport | Rosa Radom 86 – 75 AZS Koszalin                              | Rosa Radom 86 – 75 AZS Koszalin | Rosa Radom 86 – 75 AZS Koszalin                            |  | Radom Sędziowie: Marcin Kowalski, Dariusz Zapolski, Robert Mordal |
| 6 maja 2015 18:30 | Raport | Rezultaty w kwartach: 25-18, 26-15, 22-23, 13-19             |                                 |                                                            |  | Radom Sędziowie: Marcin Kowalski, Dariusz Zapolski, Robert Mordal |
| 6 maja 2015 18:30 | Raport | Pkt: Taylor 19 Zb: trzech zawodników po 7 każdy As: Taylor 4 |                                 | Pkt: Woods 17 Zb: Woods 6 As: trzech zawodników po 3 każdy |  | Radom Sędziowie: Marcin Kowalski, Dariusz Zapolski, Robert Mordal |
| 6 maja 2015 18:30 | Raport | Rosa Radom wygrała w serię 3-0                               |                                 |                                                            |  | Radom Sędziowie: Marcin Kowalski, Dariusz Zapolski, Robert Mordal |

#### Półfinały
| 14 maja 2015 17:45 | Raport | PGE Turów Zgorzelec 76 – 81 Energa Czarni Słupsk            | PGE Turów Zgorzelec 76 – 81 Energa Czarni Słupsk | PGE Turów Zgorzelec 76 – 81 Energa Czarni Słupsk    |  | Zgorzelec Sędziowie: Marek Ćmikiewicz, Janusz Calik, Michał Chrakowiecki |
| 14 maja 2015 17:45 | Raport | Rezultaty w kwartach: 21-23, 19-16, 20-24, 16-18            |                                                  |                                                     |  | Zgorzelec Sędziowie: Marek Ćmikiewicz, Janusz Calik, Michał Chrakowiecki |
| 14 maja 2015 17:45 | Raport | Pkt: Collins 17 Zb: Dylewicz 8 As: Kulig, Taylor po 4 każdy |                                                  | Pkt: Blassingame 17 Zb: Shiloh 11 As: Blassingame 9 |  | Zgorzelec Sędziowie: Marek Ćmikiewicz, Janusz Calik, Michał Chrakowiecki |

| 16 maja 2015 20:00 | Raport | PGE Turów Zgorzelec 88 – 68 Energa Czarni Słupsk              | PGE Turów Zgorzelec 88 – 68 Energa Czarni Słupsk | PGE Turów Zgorzelec 88 – 68 Energa Czarni Słupsk |  | Zgorzelec Sędziowie: Jakub Zamojski, Dariusz Zapolski, Jakub Pietrzak |
| 16 maja 2015 20:00 | Raport | Rezultaty w kwartach: 24-10, 23-23, 18-15, 23-20              |                                                  |                                                  |  | Zgorzelec Sędziowie: Jakub Zamojski, Dariusz Zapolski, Jakub Pietrzak |
| 16 maja 2015 20:00 | Raport | Pkt: Jaramaz, Taylor po 16 każdy Zb: Natiażko 9 As: Collins 6 |                                                  | Pkt: Shiloh 15 Zb: Shiloh 10 As: Blassingame 6   |  | Zgorzelec Sędziowie: Jakub Zamojski, Dariusz Zapolski, Jakub Pietrzak |

| 19 maja 2015 20:00 | Raport | Energa Czarni Słupsk 54 – 74 PGE Turów Zgorzelec                                      | Energa Czarni Słupsk 54 – 74 PGE Turów Zgorzelec | Energa Czarni Słupsk 54 – 74 PGE Turów Zgorzelec             |  | Słupsk Sędziowie: Marcin Kowalski, Tomasz Trawicki, Robert Mordal |
| 19 maja 2015 20:00 | Raport | Rezultaty w kwartach: 18-18, 4-22, 11-19, 21-15                                       |                                                  |                                                              |  | Słupsk Sędziowie: Marcin Kowalski, Tomasz Trawicki, Robert Mordal |
| 19 maja 2015 20:00 | Raport | Pkt: Nowakowski, Shiloh po 10 każdy Zb: Eziukwu 10 As: Blassingame, Shiloh po 4 każdy |                                                  | Pkt: Taylor 15 Zb: Kulig 12 As: trzech zawodników po 3 każdy |  | Słupsk Sędziowie: Marcin Kowalski, Tomasz Trawicki, Robert Mordal |

| 21 maja 2015 17:45 | Raport | Energa Czarni Słupsk 76 – 79 PGE Turów Zgorzelec | Energa Czarni Słupsk 76 – 79 PGE Turów Zgorzelec | Energa Czarni Słupsk 76 – 79 PGE Turów Zgorzelec              |  | Słupsk Sędziowie: Grzegorz Ziemblicki, Dariusz Szczerba, Sławomir Moszakowski |
| 21 maja 2015 17:45 | Raport | Rezultaty w kwartach: 20-26, 22-16, 16-9, 18-28  |                                                  |                                                               |  | Słupsk Sędziowie: Grzegorz Ziemblicki, Dariusz Szczerba, Sławomir Moszakowski |
| 21 maja 2015 17:45 | Raport | Pkt: Shiloh 22 Zb: Shiloh 7 As: Blassingame 9    |                                                  | Pkt: trzech zawodników po 14 każdy Zb: Kulig 11 As: Collins 6 |  | Słupsk Sędziowie: Grzegorz Ziemblicki, Dariusz Szczerba, Sławomir Moszakowski |
| 21 maja 2015 17:45 | Raport | PGE Turów Zgorzelec wygrał serię 3-1             |                                                  |                                                               |  | Słupsk Sędziowie: Grzegorz Ziemblicki, Dariusz Szczerba, Sławomir Moszakowski |

| 15 maja 2015 20:00 | Raport | Stelmet Zielona Góra 79 – 64 Rosa Radom                        | Stelmet Zielona Góra 79 – 64 Rosa Radom | Stelmet Zielona Góra 79 – 64 Rosa Radom                                              |  | Zielona Góra Sędziowie: Grzegorz Ziemblicki, Marek Maliszewski, Michał Proc |
| 15 maja 2015 20:00 | Raport | Rezultaty w kwartach: 21-16, 25-20, 23-16, 10-12               |                                         |                                                                                      |  | Zielona Góra Sędziowie: Grzegorz Ziemblicki, Marek Maliszewski, Michał Proc |
| 15 maja 2015 20:00 | Raport | Pkt: Hosley 19 Zb: Hosley 9 As: czterech zawodników po 4 każdy |                                         | Pkt: Jeszke 11 Zb: Szymkiewicz, Taylor po 6 każdy As: Gibson, Szymkiewicz po 4 każdy |  | Zielona Góra Sędziowie: Grzegorz Ziemblicki, Marek Maliszewski, Michał Proc |

| 17 maja 2015 20:00 | Raport | Stelmet Zielona Góra 75 – 67 Rosa Radom          | Stelmet Zielona Góra 75 – 67 Rosa Radom | Stelmet Zielona Góra 75 – 67 Rosa Radom      |  | Zielona Góra Sędziowie: Jakub Zamojski, Piotr Pastusiak, Wojciech Liszka |
| 17 maja 2015 20:00 | Raport | Rezultaty w kwartach: 20-20, 16-17, 17-15, 22-15 |                                         |                                              |  | Zielona Góra Sędziowie: Jakub Zamojski, Piotr Pastusiak, Wojciech Liszka |
| 17 maja 2015 20:00 | Raport | Pkt: Koszarek 18 Zb: Hrycaniuk 8 As: Koszarek 8  |                                         | Pkt: Sokołowski 14 Zb: Jeszke 6 As: Gibson 6 |  | Zielona Góra Sędziowie: Jakub Zamojski, Piotr Pastusiak, Wojciech Liszka |

| 20 maja 2015 20:00 | Raport | Rosa Radom 65 – 72 Stelmet Zielona Góra          | Rosa Radom 65 – 72 Stelmet Zielona Góra | Rosa Radom 65 – 72 Stelmet Zielona Góra    |  | Radom Sędziowie: Marek Ćmikiewicz, Janusz Calik, Mariusz Nawrocki |
| 20 maja 2015 20:00 | Raport | Rezultaty w kwartach: 18-16, 16-19, 15-10, 16-27 |                                         |                                            |  | Radom Sędziowie: Marek Ćmikiewicz, Janusz Calik, Mariusz Nawrocki |
| 20 maja 2015 20:00 | Raport | Pkt: Sokołowski 15 Zb: Turek 8 As: Gibson 5      |                                         | Pkt: Hosley 22 Zb: Hosley 8 As: Robinson 6 |  | Radom Sędziowie: Marek Ćmikiewicz, Janusz Calik, Mariusz Nawrocki |
| 20 maja 2015 20:00 | Raport | Stelmet Zielona Góra wygrał serię 3-0            |                                         |                                            |  | Radom Sędziowie: Marek Ćmikiewicz, Janusz Calik, Mariusz Nawrocki |

#### Mecze o 3. miejsce
| 27 maja 2015 18:15 | Raport | Energa Czarni Słupsk 73 – 82 Rosa Radom          | Energa Czarni Słupsk 73 – 82 Rosa Radom | Energa Czarni Słupsk 73 – 82 Rosa Radom    |  | Słupsk Sędziowie: Marek Ćmikiewicz, Marek Maliszewski, Michał Proc |
| 27 maja 2015 18:15 | Raport | Rezultaty w kwartach: 14-21, 23-14, 21-25, 15-22 |                                         |                                            |  | Słupsk Sędziowie: Marek Ćmikiewicz, Marek Maliszewski, Michał Proc |
| 27 maja 2015 18:15 | Raport | Pkt: Eziukwu 18 Zb: Mokros 8 As: Shiloh 5        |                                         | Pkt: Turek 25 Zb: Turek 8 As: Sokołowski 7 |  | Słupsk Sędziowie: Marek Ćmikiewicz, Marek Maliszewski, Michał Proc |

| 31 maja 2015 17:00 | Raport | Rosa Radom 75 – 77 Energa Czarni Słupsk         | Rosa Radom 75 – 77 Energa Czarni Słupsk | Rosa Radom 75 – 77 Energa Czarni Słupsk            |  | Radom Sędziowie: Marcin Kowalski, Tomasz Trawicki, Robert Mordal |
| 31 maja 2015 17:00 | Raport | Rezultaty w kwartach: 30-14, 16-33, 20-15, 9-15 |                                         |                                                    |  | Radom Sędziowie: Marcin Kowalski, Tomasz Trawicki, Robert Mordal |
| 31 maja 2015 17:00 | Raport | Pkt: Turek 16 Zb: Mirković 6 As: Gibson 6       |                                         | Pkt: Česnauskis 19 Zb: Eziukwu 9 As: Blassingame 7 |  | Radom Sędziowie: Marcin Kowalski, Tomasz Trawicki, Robert Mordal |

| 3 czerwca 2015 18:30 | Raport | Energa Czarni Słupsk 74 – 70 Rosa Radom                          | Energa Czarni Słupsk 74 – 70 Rosa Radom | Energa Czarni Słupsk 74 – 70 Rosa Radom      |  | Słupsk Sędziowie: Marcin Kowalski, Tomasz Trawicki, Marcin Koralewski |
| 3 czerwca 2015 18:30 | Raport | Rezultaty w kwartach: 21-19, 16-22, 15-16, 22-13                 |                                         |                                              |  | Słupsk Sędziowie: Marcin Kowalski, Tomasz Trawicki, Marcin Koralewski |
| 3 czerwca 2015 18:30 | Raport | Pkt: Gruszecki 26 Zb: Eziukwu 7 As: trzech zawodników po 2 każdy |                                         | Pkt: Gibson 14 Zb: Sokołowski 8 As: Gibson 6 |  | Słupsk Sędziowie: Marcin Kowalski, Tomasz Trawicki, Marcin Koralewski |
| 3 czerwca 2015 18:30 | Raport | Energia Czarni Słupsk wygrali serię 2-1                          |                                         |                                              |  | Słupsk Sędziowie: Marcin Kowalski, Tomasz Trawicki, Marcin Koralewski |

#### Finał
| 28 maja 2015 17:45 | Raport | PGE Turów Zgorzelec 85 – 77 Stelmet Zielona Góra              | PGE Turów Zgorzelec 85 – 77 Stelmet Zielona Góra | PGE Turów Zgorzelec 85 – 77 Stelmet Zielona Góra |  | Zgorzelec Sędziowie: Marcin Kowalski, Janusz Calik, Tomasz Trawicki |
| 28 maja 2015 17:45 | Raport | Rezultaty w kwartach: 21-13, 18-21, 23-18, 23-25              |                                                  |                                                  |  | Zgorzelec Sędziowie: Marcin Kowalski, Janusz Calik, Tomasz Trawicki |
| 28 maja 2015 17:45 | Raport | Pkt: Collins 21 Zb: Kulig 10 As: trzech zawodników po 3 każdy |                                                  | Pkt: Koszarek 18 Zb: Hosley 9 As: Koszarek 6     |  | Zgorzelec Sędziowie: Marcin Kowalski, Janusz Calik, Tomasz Trawicki |

| 30 maja 2015 20:00 | Raport | PGE Turów Zgorzelec 75 – 73 Stelmet Zielona Góra                                  | PGE Turów Zgorzelec 75 – 73 Stelmet Zielona Góra | PGE Turów Zgorzelec 75 – 73 Stelmet Zielona Góra |  | Zgorzelec Sędziowie: Jakub Zamojski, Piotr Pastusiak, Dariusz Zapolski |
| 30 maja 2015 20:00 | Raport | Rezultaty w kwartach: 20-23, 24-16, 16-13, 12-21                                  |                                                  |                                                  |  | Zgorzelec Sędziowie: Jakub Zamojski, Piotr Pastusiak, Dariusz Zapolski |
| 30 maja 2015 20:00 | Raport | Pkt: Collins 20 Zb: Collins, Dylewicz po 7 każdy As: Collins, Dylewicz po 3 każdy |                                                  | Pkt: Zamojski 22 Zb: Hosley 6 As: Koszarek 5     |  | Zgorzelec Sędziowie: Jakub Zamojski, Piotr Pastusiak, Dariusz Zapolski |

| 2 czerwca 2015 20:00 | Raport | Stelmet Zielona Góra 80 – 77 PGE Turów Zgorzelec                                   | Stelmet Zielona Góra 80 – 77 PGE Turów Zgorzelec | Stelmet Zielona Góra 80 – 77 PGE Turów Zgorzelec |  | Zielona Góra Sędziowie: Marek Ćmikiewicz, Marcin Kowalski, Marek Maliszewski |
| 2 czerwca 2015 20:00 | Raport | Rezultaty w kwartach: 19-20, 23-22, 17-14, 21-21                                   |                                                  |                                                  |  | Zielona Góra Sędziowie: Marek Ćmikiewicz, Marcin Kowalski, Marek Maliszewski |
| 2 czerwca 2015 20:00 | Raport | Pkt: Hosley, Robinson po 16 każdy Zb: Koszarek 7 As: Koszarek, Robinson po 5 każdy |                                                  | Pkt: Kulig 22 Zb: Dylewicz 7 As: Collins 7       |  | Zielona Góra Sędziowie: Marek Ćmikiewicz, Marcin Kowalski, Marek Maliszewski |

| 4 czerwca 2015 17:30 | Raport | Stelmet Zielona Góra 67 – 53 PGE Turów Zgorzelec            | Stelmet Zielona Góra 67 – 53 PGE Turów Zgorzelec | Stelmet Zielona Góra 67 – 53 PGE Turów Zgorzelec |  | Zielona Góra Sędziowie: Grzegorz Ziemblicki, Janusz Calik, Tomasz Trawicki |
| 4 czerwca 2015 17:30 | Raport | Rezultaty w kwartach: 15-11, 15-20, 22-12, 15-10            |                                                  |                                                  |  | Zielona Góra Sędziowie: Grzegorz Ziemblicki, Janusz Calik, Tomasz Trawicki |
| 4 czerwca 2015 17:30 | Raport | Pkt: Cel 15 Zb: Hrycaniuk 9 As: Hosley, Koszarek po 6 każdy |                                                  | Pkt: Collins 11 Zb: Kulig 8 As: Kulig 4          |  | Zielona Góra Sędziowie: Grzegorz Ziemblicki, Janusz Calik, Tomasz Trawicki |

| 7 czerwca 2015 20:00 | Raport | PGE Turów Zgorzelec 69 – 77 Stelmet Zielona Góra           | PGE Turów Zgorzelec 69 – 77 Stelmet Zielona Góra | PGE Turów Zgorzelec 69 – 77 Stelmet Zielona Góra |  | Zgorzelec Sędziowie: Marek Ćmikiewicz, Marcin Kowalski, Marek Maliszewski |
| 7 czerwca 2015 20:00 | Raport | Rezultaty w kwartach: 23-19, 18-21, 21-18, 7-19            |                                                  |                                                  |  | Zgorzelec Sędziowie: Marek Ćmikiewicz, Marcin Kowalski, Marek Maliszewski |
| 7 czerwca 2015 20:00 | Raport | Pkt: Kulig 12 Zb: Dylewicz, Kulig po 6 każdy As: Collins 5 |                                                  | Pkt: Zamojski 17 Zb: Cel 9 As: Hosley 5          |  | Zgorzelec Sędziowie: Marek Ćmikiewicz, Marcin Kowalski, Marek Maliszewski |

| 9 czerwca 2015 20:00 | Raport | Stelmet Zielona Góra 75 – 69 PGE Turów Zgorzelec            | Stelmet Zielona Góra 75 – 69 PGE Turów Zgorzelec | Stelmet Zielona Góra 75 – 69 PGE Turów Zgorzelec           |  | Zielona Góra Sędziowie: Grzegorz Ziemblicki, Tomasz Trawicki, Dariusz Zapolski |
| 9 czerwca 2015 20:00 | Raport | Rezultaty w kwartach: 17-16, 17-16, 27-21, 14-16            |                                                  |                                                            |  | Zielona Góra Sędziowie: Grzegorz Ziemblicki, Tomasz Trawicki, Dariusz Zapolski |
| 9 czerwca 2015 20:00 | Raport | Pkt: Hosley 21 Zb: Cel, Koszarek po 9 każdy As: Koszarek 11 |                                                  | Pkt: Taylor 17 Zb: Collins, Kulig po 5 każdy As: Collins 6 |  | Zielona Góra Sędziowie: Grzegorz Ziemblicki, Tomasz Trawicki, Dariusz Zapolski |
| 9 czerwca 2015 20:00 | Raport | Stelmet Zielona Góra wygrał serię 4-2                       |                                                  |                                                            |  | Zielona Góra Sędziowie: Grzegorz Ziemblicki, Tomasz Trawicki, Dariusz Zapolski |

## Klasyfikacja końcowa
| Lp. | Drużyna                     |
| --- | --------------------------- |
|     | Stelmet Zielona Góra        |
|     | PGE Turów Zgorzelec         |
|     | Czarni Słupsk               |
| 4.  | Rosa Radom                  |
| 5.  | AZS Koszalin                |
| 6.  | Śląsk Wrocław               |
| 7.  | Asseco Prokom Gdynia        |
| 8.  | Trefl Sopot                 |
| 9.  | Twarde Pierniki Toruń       |
| 10. | Polfarmex Kutno             |
| 11. | MKS Dąbrowa Górnicza        |
| 12. | Anwil Włocławek             |
| 13. | King Wilki Morskie Szczecin |
| 14. | Start Lublin                |
| 15. | Polpharma Starogard Gdański |
| 16. | Siarka Tarnobrzeg           |

## Nagrody
Nagrody przyznane zostały po głosowaniu trenerów wszystkich klubów występujących w lidze.
- Najbardziej wartościowy zawodnik: Damian Kulig[24]
- Najlepszy polski zawodnik: Damian Kulig[25]
- Najlepszy trener: Wojciech Kamiński[25]
- Najlepszy obrońca: Quinton Hosley[26]
- Najlepsza piątka: Jerel Blassingame, Karol Gruszecki, Quinton Hosley, Aaron Cel, Damian Kulig[26]